# 이정우 (작가)
이정우는 대한민국의 드라마 작가이다.

## 집필 작품
- 2010년 KBS1 주말 특별기획 드라마 《전우》 ... 집필
- 2014년 KBS2 수목 미니시리즈 《조선 총잡이》 ... 집필
- 2017년 KBS2 금토 미니시리즈 《최강 배달꾼》 ... 집필
- 2021년 ~ 2022년 KBS1 대하드라마 《태종 이방원》 ... 집필
- 2023년 ~ 2024년 KBS2 대하드라마 《고려거란전쟁》 ... 집필

## 수상 경력
- 2023년 KBS 연기대상 작가상